# Eden (film, 2020)
Pour les articles homonymes, voir Eden.
Pour plus de détails, voir Fiche technique et Distribution.
Eden est un film finlandais réalisé par Ulla Heikkilä, sorti en 2020.

## Synopsis
Trois jeunes passent leurs vacances d'été dans un camp protestant.

## Fiche technique
- Titre : Eden
- Réalisation : Ulla Heikkilä
- Scénario : Ulla Heikkilä
- Musique : Karin Mäkiranta et Mikko Pykäri
- Photographie : Pietari Peltola
- Montage : Hanna Kuirinlahti
- Production : Miia Haavisto
- Société de production : Tekele Productions
- Pays :  Finlande
- Genre : Drame
- Durée : 92 minutes
- Dates de sortie : 
  -  Finlande : 7 août 2020

## Distribution
- Essi Patrakka : Lola
- Aamu Milonoff : Aliisa
- Linnea Skog : Jenna
- Bruno Baer : Panu
- Alisa Röyttä : Ella
- Amadou Coulibaly : Hasim
- Elina Knihtilä : Leena
- Jani Volanen : Asko
- Minna Haapkylä : Kristiina
- Juho Milonoff : Jyrki
- Pinja Hiiva : Jutta
- Jere Ristseppä : Esa
- Amos Brotherus : Sampo
- Satu Tuuli Karhu : Tiina
- Ona Huczkowski : Maryam
- Siru Summanen : Nella
- Pietu Kukkonen : Myrsky
- Elsa Brotherus : Emilia
- Inka Liukkonen : Sarkku
- Toni Nikka : Kari
- Matias Löfberg : Tuomas
- Edit Viljamaa : Iisa
- Sela Rubinstein : Ruusa
- Onni Vesikallio : Nestori
- Pablo Ounaskari : Ville
- Nooa Salonen : Ilmari
- Tommi Korpela : Juhani
- Irina Pulkka : Sari
- Yasmin Najjar : Silja
- Anna Kauppinen : Kreeta
- Pyry Vaismaa : Matti
- Severi Vilkko : Santtu
- Laura Birn : Laura
- Vanotit Muyau : Bilal

## Distinctions
Le film a été nommé pour trois Jussis.